# 艾哈迈达巴德县

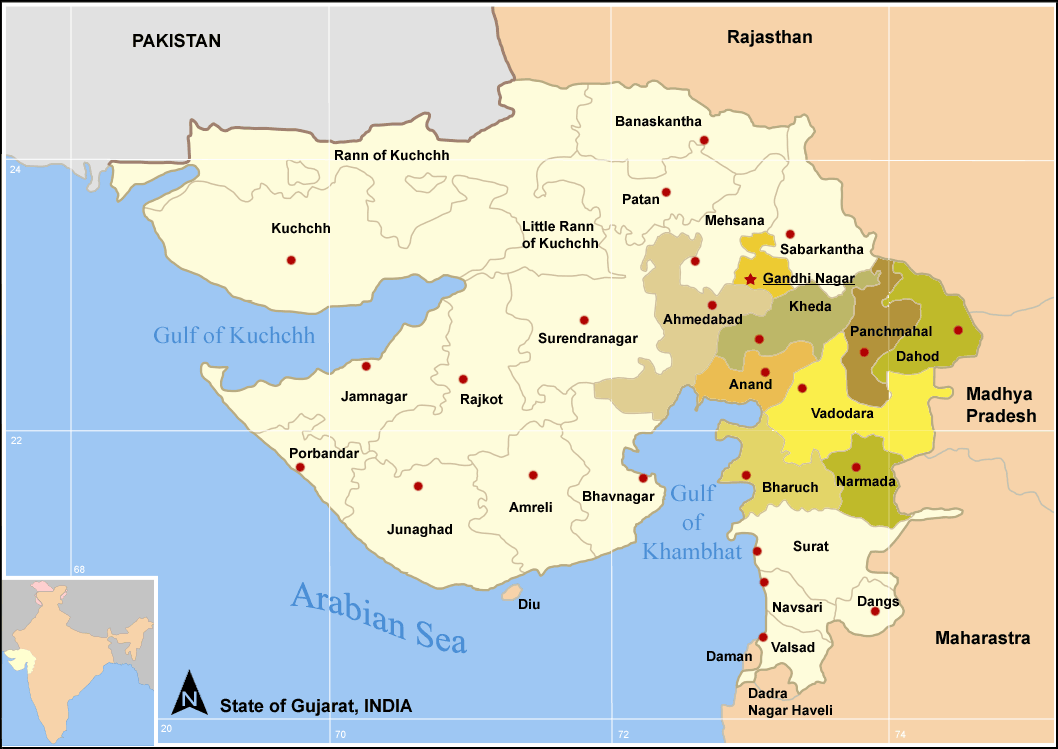
古吉拉特邦中东部地区

艾哈迈达巴德县（Ahmedabad district）位于西印度古吉拉特邦中部，地处薩巴爾馬蒂河（Sabarmati River）沿岸。艾哈迈达巴德县为印度第二大紡織中心，也是古吉拉特邦最发达的县份，人口5,816,519人（2001年），其中80.18％为城镇人口；居民以古吉拉特语为母语。县治艾哈迈达巴德，位于县域北部。